# Форт-Луис
Форт-Луис (фр. Fort-Louis) насеље је и општина у источној Француској у региону Алзас, у департману Доња Рајна која припада префектури Хагенау.
По подацима из 2011. године у општини је живело 331 становника, а густина насељености је износила 26,89 становника/km². Општина се простире на површини од 12,31 km². Налази се на средњој надморској висини од 119 метара (максималној 122 m, а минималној 113 m).

## Демографија
| 1962. | 1968. | 1975. | 1982. | 1990. | 1999. | 2011. |
| ----- | ----- | ----- | ----- | ----- | ----- | ----- |
| 137   | 158   | 169   | 167   | 223   | 239   | 331   |

График промене броја становника у току последњих година